# Каралачук
Каралачук (баш. Ҡораласыҡ) — село в Дюртюлинском районе Башкортостана, входит в состав Семилетовского сельсовета.

## История
В «Списке населенных мест по сведениям 1870 года», изданном в 1877 году, населённый пункт упомянут как деревня Каралачукова 4-го стана Бирского уезда Уфимской губернии. Располагалась при речке Назе, по левую сторону почтового тракта из Бирска в Мензелинск, в 60 верстах от уездного города Бирска и в 20 верстах от становой квартиры в деревне Дюртюли. В деревне, в 107 дворах жили 657 человек (348 мужчин и 309 женщин, мещеряки), были мечеть, училище, водяная мельница. Жители занимались земледелием, скотоводством, пчеловодством, пилкой леса.

## Население
| 2002 | 2009 | 2010 |
| ---- | ---- | ---- |
| 562  | ↗566 | ↘528 |

Национальный состав
Согласно переписи 2002 года, преобладающие национальности — татары (73 %), башкиры (26 %).

## Географическое положение
Расстояние до:
- районного центра (Дюртюли): 17 км,
- ближайшей ж/д станции (Буздяк): 155 км.

## Религия
В селе есть мечеть.

## Люди, связанные с селом
- Шакирьянов, Маганави Шакирьянович (род. 5 сентября 1930) — растениевод, лауреат Государственной премии СССР.
- Шарифуллин, Шайдулла Шарифуллович (1883—1959) — башкирский поэт-импровизатор, сэсэн.